# Roca orgánica

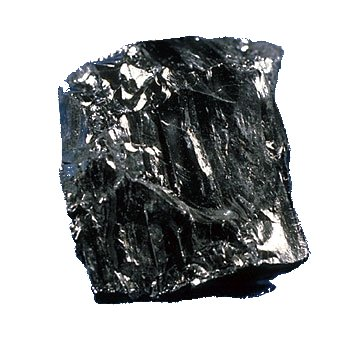
Antracita.

Las rocas orgánicas son rocas sedimentarias formadas por depósitos fundamentalmente de origen orgánico, es decir los restos de los organismos vivos. Rocas típicamente orgánicas son el carbón, el coral y el petróleo.
Un caso especial es el de la caliza, roca que puede aparecer por precipitación química pero que en su mayoría es producto de la acción de los seres vivos. El carbonato cálcico es parte del material biológico de la mayoría de los seres vivos. Forma sus partes duras. La fosilización de los restos de esos seres vivos forma la roca caliza. En los últimos tiempos se ha demostrado la importancia del alga unicelular Emiliania huxleyi en la síntesis del carbono, mostrando cómo el CO2 de la atmósfera se fija en los seres vivos; y cómo la vida ha ejercido un papel decisivo en la formación de la atmósfera y del relieve de la tierra.
- Datos: Q7101792